# Nevraphes praeteritus
Nevraphes praeteritus är en skalbaggsart som beskrevs av Edward Caldwell Rye 1872. Nevraphes praeteritus ingår i släktet Nevraphes, och familjen glattbaggar. Arten har ej påträffats i Sverige.